# 安德魯·利特爾 (政治家)

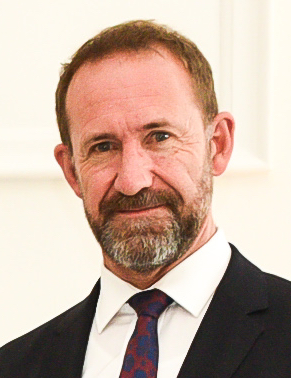

安德魯·利特爾（Andrew James Little，1965年5月7日—）是紐西蘭的一位政治人物。他在大學期間主修法律。自2014年11月18日開始到2017年8月1日，他擔任紐西蘭工黨的黨魁。。2017年末工黨上臺後，獲其繼任人兼總理傑辛達·阿德恩安排擔任司法部長至今。